# Johann Martin Henni
Johann Martin Henni (Obersaxen, 15 de junio de 1805 - Milwaukee, 7 de septiembre de 1881) fue un prelado católico suizo, misionero en Estados Unidos, primer arzobispo de la arquidiócesis de Milwaukee.

## Biografía
Johann Martin Henni nació en la localidad de Misanenga, en el municipio de Obersaxen (Cantón de los Grisones-Suiza), el 15 de junio de 1805. Recibió sus primeros estudios en San Galo y Lucerna. Ingresó al seminario y fue enviado a Roma a realizar sus estudios en filosofía y teología en 1826. Aceptó la invitación del obispo Edward Dominic Fenwick, para misionar en la diócesis de Cincinnati, donde completó sus estudios teológicos en el seminario de Bardstown (Kentucky). Fue ordenado sacerdote el 2 de febrero de 1829.
Henni ocupó los siguientes cargos eclesiásticos: guía espiritual de la comunidad alemana de Cincinnati, profesor de filosofía en la Universidad Xavier, párroco de la iglesia de San Juan de Canton, Ohio (1830-1834), párroco de la Santísima Trinidad de Cincinnati y vicario general de la diócesis. Fundó el primer diario católico alemán en los Estados Unidos, el Der Wahrheitsfreund, en 1837, del cual fue editor hasta 1843. Organizó una sociedad de ayuda para los huérfanos del barrio Bond Hill de Cincinnati.
El 28 de noviembre de 1843, el papa Gregorio XVI creó la arquidiócesis de Milwaukee, nombrando a Henni como su primer arzobispo. Fue consagrado el 19 de marzo de 1844, de manos de John Baptist Purcell, obispo de Cincinnati. Durante su episcopado se preocupó por la construcción de la Universidad Marquette y del Seminario de San Francisco de Sales de St. Francis (Wisconsin); animó la fundación de comunidades religiosas en su diócesis y obtuvo del papa Pío IX la creación de la provincia eclesiástica. Murió el 7 de septiembre de 1881.